# Garra congoensis
Garra congoensis är en fiskart som beskrevs av Poll, 1959. Garra congoensis ingår i släktet Garra och familjen karpfiskar. IUCN kategoriserar arten globalt som livskraftig. Inga underarter finns listade i Catalogue of Life.